# Dasylophus
Dasylophus (лат.)— род птиц из семейства кукушковых (Cuculidae). Ранее представителей рода включали в род Phaenicophaeus. Эндемики Филиппин. Обитают в лесах. Не являются гнездовыми паразитами. Научное название рода происходит от сочетания др.-греч. δασυς — «волосатый» и др.-греч. δασυς — «хохолок».

## Описание
Представители рода характеризуются разнообразной и контрастной окраской оперения, ярко окрашенными участками голой кожи вокруг глаз, изогнутым и ярко окрашенным клювом, у них также цевка не оперена и ступенчатый хвост с белыми полосами на кончике каждого хвостового пера.

## Классификация
В состав рода включают два вида:
- Dasylophus superciliosus — Красно-бурая кустарниковая кукушка — север Филиппин
- Dasylophus cumingi — Чешуйчатошейная кустарниковая кукушка — Лусон, Мариндуке и Катандуанес